# Nuits de princes (roman)
Pour les articles homonymes, voir Nuits de princes.
Nuits de princes est un roman de Joseph Kessel publié pour la première fois en 1927  (Éditions de France).

## Résumé
En 1924 à Passy (intégré dans Paris 16e), Mlle Mesureux, vieille fille, fait pension pour 24 francs par jour. Elle loge des russes depuis 1914. Parmi eux, Fédor, jeune prince caucasien, demande le salon pour le nouvel an russe le 13 janvier avec des amis dont Anton, patron de la plus grosse usine d'avions à Moscou pendant la guerre. Ils invitent aussi Samuel, juif. Ils vont à Montmartre, dans la boite où joue Samuel. Fédor devient cavalier de spectacle. Hélène s'en éprend. Il se blesse. Elle embauche dans la boite et emprunte 1500 francs pour Fédor. Elle quitte le pensionnat et Fédor. Elle rembourse son prêt et s'endette dans tous les restos. Elle se met à boire. Anton lui présente Morski, écrivain, dont elle s'éprend. Elle est virée. Elle est hospitalisée pour fièvre. Anton veut l'épouser et lui promet l'Afrique pour la décider.